# Rundflikig lunglav
Rundflikig lunglav (Lobaria linita) är en lavart som först beskrevs av Erik Acharius, och fick sitt nu gällande namn av Gottlob Ludwig Rabenhorst. Rundflikig lunglav ingår i släktet Lobaria och familjen Lobariaceae.  Arten är reproducerande i Sverige. Inga underarter finns listade i Catalogue of Life.

## Källor

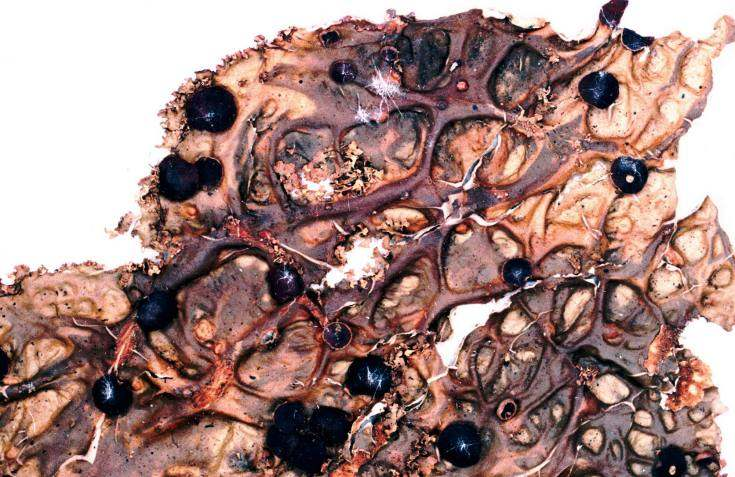
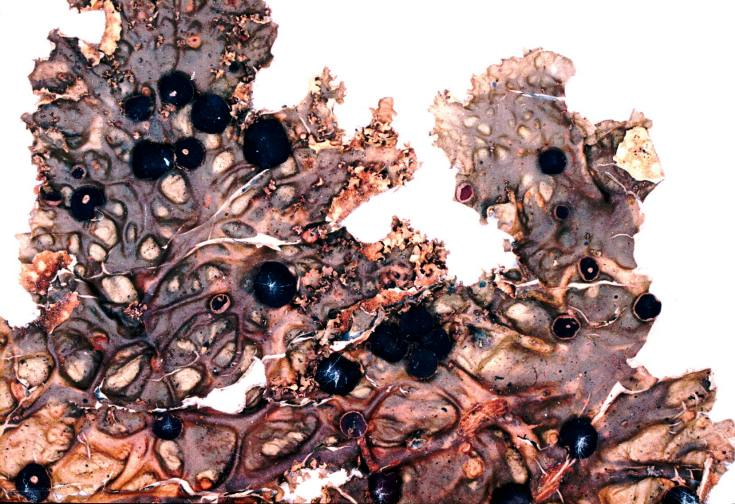
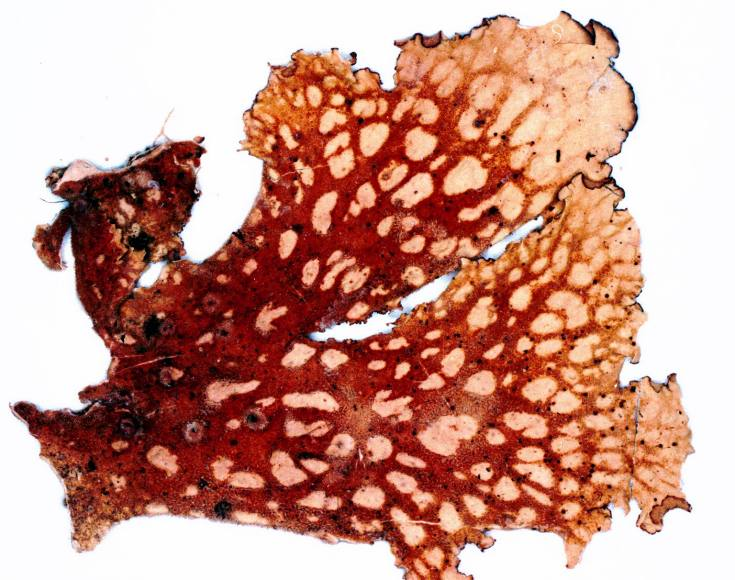
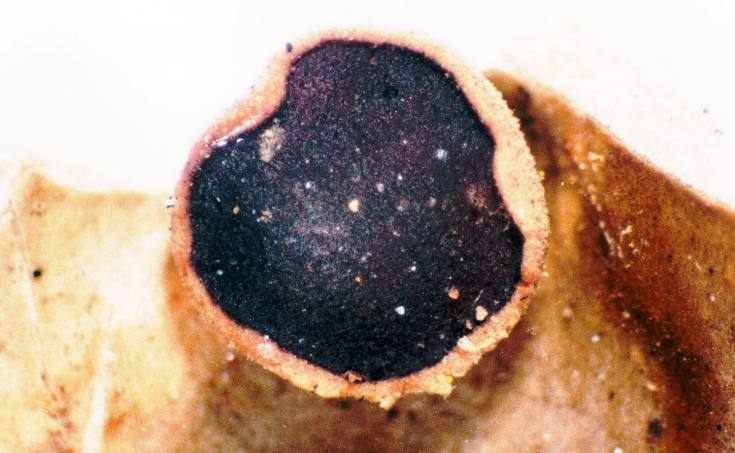
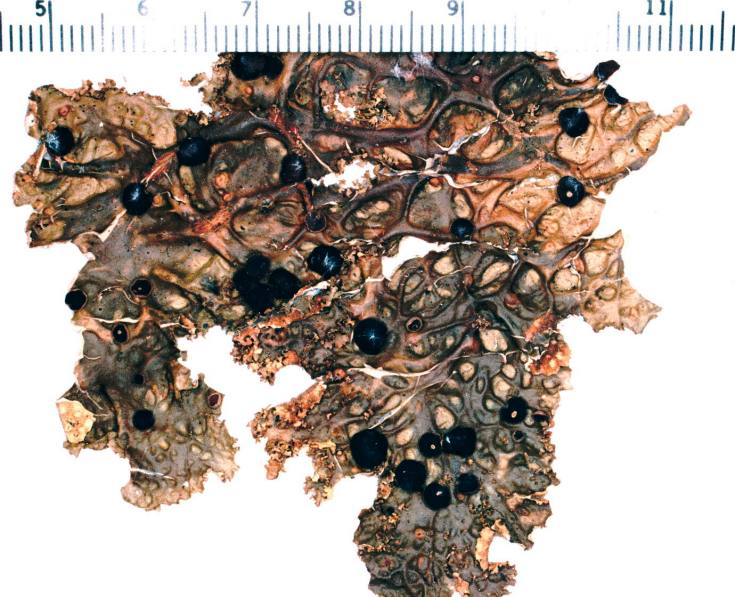
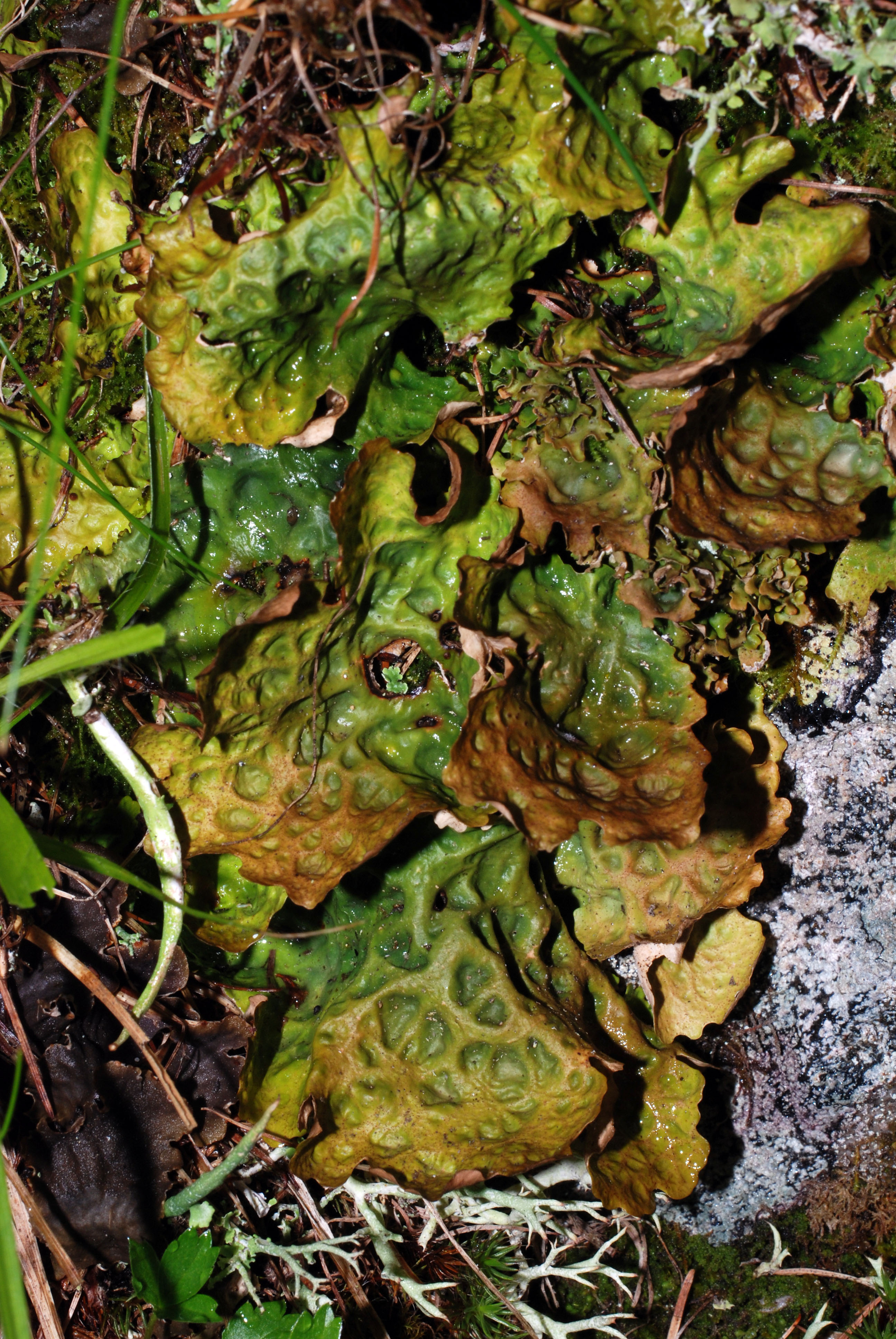